# ستيفن هان (مؤرخ)
ستيفن هان (بالإنجليزية: Steven Hahn)‏ هو مؤرخ أمريكي، ولد في 1951 في نيويورك في الولايات المتحدة.